# フランツ・クサーヴァー・フィッシュラー
フランツ・クサーヴァー・ニコラウス・フィッシュラー（Franz Xaver Nikolaus Fischler, 1770年5月21日 メスキルヒ - 1835年10月4日 ホルツェン城）は、ドイツの宮内官、傅育官、外交官、枢密顧問官。平民出身で1807年に貴族となり、フィッシュラー・フォン・トロイベルク（Fischler von Treuberg）に改姓した。爵位も最下級の免状貴族から、1809年男爵、1817年伯爵と昇格した。

## 生涯
フュルステンベルク侯家に仕える森林官のフランツ・ヨーゼフ・フィッシュラー（1743年 - 1823年）とその妻カタリーナ・シュヴェンデマン（1748年 - 1819年）の間の長男。父方の系譜は17世紀のチロル生まれの先祖シーモン・フィッシュラー（1625年 - 1699年）まで遡ることが出来る。ディリンゲン大学で学士号を得た後、1789年同大学に『哲学の諸分野における命題について（Sätze aus allen Theilen der Philosophie）』と題した博士論文を提出し、哲学博士号を得る。
初め帝国伯ケッセルシュタット家に宮内官として仕えた後、ホーエンツォレルン＝ジグマリンゲン侯アントン・アロイスの宮内官に転じ、また傅育官として侯世子カールを教育した。さらにアントン・アロイス侯の未婚の妹マリア・クレセンティア侯女と恋仲となり、2人は侯の反対を押し切って貴賤結婚をした。この結婚に際し、1807年5月22日付でホーエンツォレルン＝ジグマリンゲン侯家より貴族（免状貴族）に列せられ、「フォン（von）」の使用を許された。侯の義弟となった後は、ホーエンツォレルン＝ジグマリンゲン侯家及びその親族・姻族であるホーエンツォレルン＝ヘヒンゲン侯家、ザルム＝ザルム侯家、ザルム＝キルブルク侯家の4侯家共同の政治交渉役・外務責任者（臨時代理大使）を任された。フランス皇后ジョゼフィーヌの親友だったアントン・アロイス侯の妻アメリーの援護を得てライン同盟参加交渉に入り、4侯家を陪臣化の脅威から救い、ライン同盟内の主権国家の統治者の地位を確保した。
1809年6月8日付でザクセン＝コーブルク公家より、1810年5月10日付でジグマリンゲン侯家より、それぞれ男爵位を授与された。1813年、妻がジグマリンゲン侯家との間で結んだ相続協定に伴い、ホルツェン、アルマンスホーフェン（Allmannshofen）、ドルイスハイム（現メルティンゲン南部）、ヘレツリート及びオスターバッハ（Osterbach）の5つの荘園（グルントヘルシャフト）の所有者となった。
ウィーン会議にはザクセン＝コーブルク＝ゴータ公エルンストの代理人として出席、1816年コーブルク公国の枢密顧問官となる。1817年7月23日付でザクセン王フリードリヒ・アウグスト1世より伯爵位を授与される。この伯爵位は1831年6月21日付でバイエルン王国の貴族台帳にも登録され、同国でも伯爵位を認められた。バイエルンのバイエルン王冠勲章騎士章、及びオーストリアのレオポルト皇帝勲章騎士章を拝受した。
妻との間に2人の息子が生まれ、長男は夭折したが、次男エルンスト（1810年 - 1867年）はコーブルク公国宮廷に侍従として仕えた。エルンストは1843年ブラジル皇帝ペドロ1世の庶出の娘ゴイアス公爵夫人を妻とした。

## 引用・脚注
1. ↑  Sätze aus allen Theilen der Philosophie, welche im August 1789 auf der Universität zu Dilingen in einer öffentlichen Prüfung vertheidigen wird Herr Franciscus Xaverius Fischler von Mößkirch, Philos. Baccal. Gedruckt bei Bernhard Kälin, hochfürstl. bischöflicher Universitätsbuchdrucker und Buchhändler, Dillingen 1789 (Digitalisat)
2. ↑  Arthur Kleinschmidt: Zur Geschichte des Adels, besonders in Deutschland. In: Unsere Zeit. Deutsche Revue der Gegenwart. Neue Folge, zehnter Jahrgang, erste Hälfte, F. A. Brockhaus, Leipzig 1874, S. 449 (Google Books)
3. ↑  Johann Ludwig Klüber (Hrsg.): Acten des Wiener Congresses in den Jahren 1814 und 1815. Erlangen 1817, S. 278 (Google Books)
4. ↑  Archives diplomatiques pour l’histoire du tems et des états. Band 4: Confederation Germanique; affaires d’Espagne; Prusse. J. G. Cotta, Tübingen und Stuttgart 1824, S. 5 (Google Books)
5. ↑  Walter Pötzl, Herbert Immenkötter: Kloster Holzen. Ein Juwel des schwäbischen Barock. Anton H. Konrad Verlag, Weißenhorn 2009, ISBN 978-3-8743-7544-3, S. 52